# Elecciones generales de Groenlandia de 2002

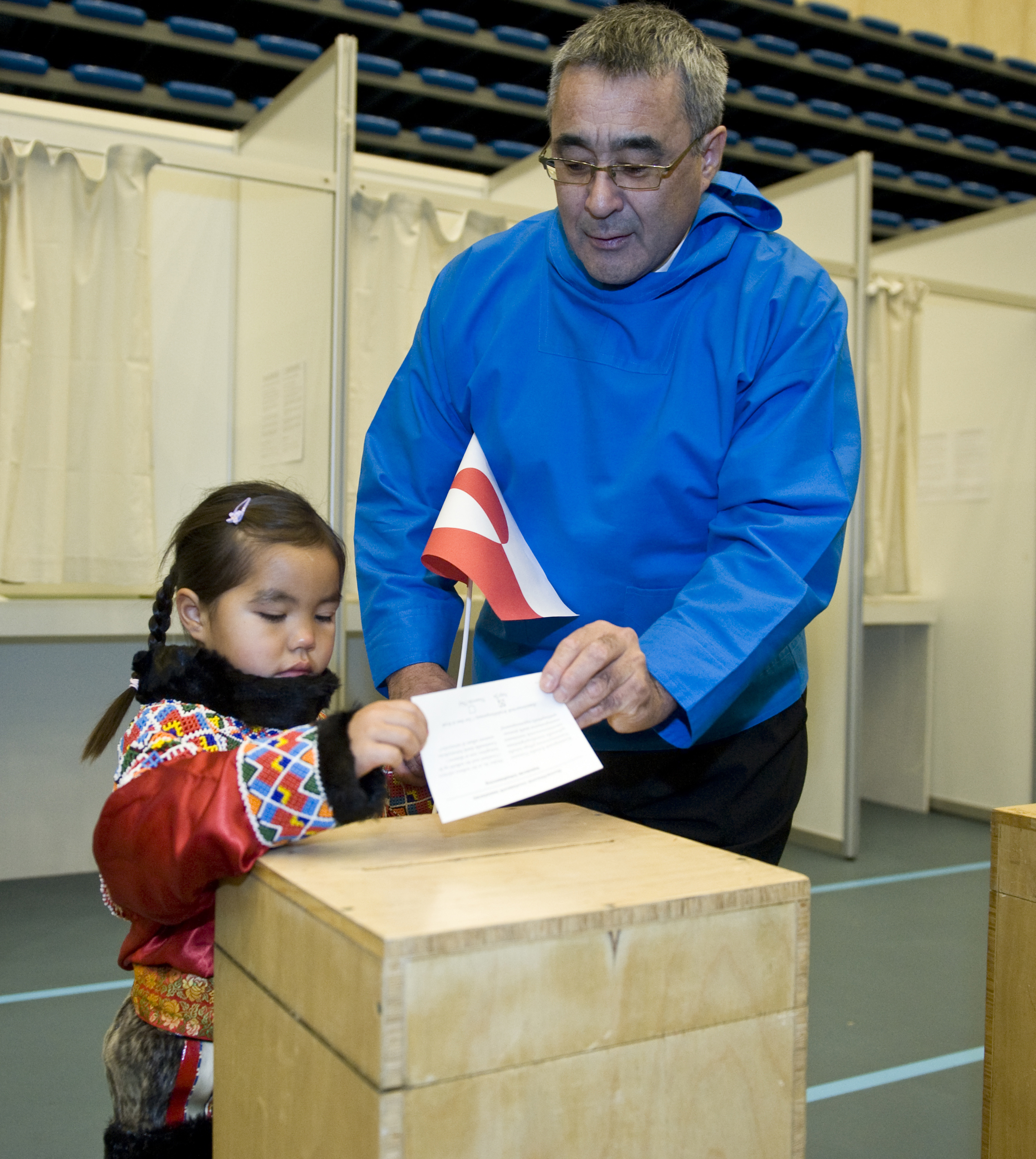
Groenlandeses ejerciendo derecho al voto.

Elecciones generales tuvieron lugar en Groenlandia el 3 de diciembre de 2002. Siumut se mantuvo como el partido mayoritario en el Parlamento, obteniendo 10 de los 31 escaños.

## Resultados
| Partido                                        | Votos  | %     | Escaños | +/–   |
| ---------------------------------------------- | ------ | ----- | ------- | ----- |
| Siumut                                         | 8 151  | 28,80 | 10      | 1     |
| Inuit Ataqatigiit                              | 7 244  | 25,59 | 8       | 1     |
| Atassut                                        | 5 780  | 20,42 | 7       | 1     |
| Demokraatit                                    | 4 558  | 16,10 | 5       | Nuevo |
| Partido de las Mujeres                         | 686    | 2,42  | 0       | Nuevo |
| Independientes                                 | 1 884  | 6,66  | 1       | 4     |
| Votos en blanco/nulos                          | 313    | –     | –       | –     |
| Total                                          | 28 616 | 100   | 31      | 0     |
| Electores registrados/participación            | 38 365 | 74,59 | –       | –     |
| Fuente: Election Passport, Parties & Elections |        |       |         |       |